# 409 av. J.-C.
Cette page concerne l'année 409 av. J.-C. du calendrier julien proleptique.

## Événements
- Printemps : siège de Chalcédoine par les Athéniens qui aboutit à la conclusion d'une trêve avec le satrape Pharnabaze[1].
- Mars-avril : Philoctète, tragédie de Sophocle, remporte le premier prix  aux Grandes Dionysies[2].
- Été : 
  - Selymbria est prise par Alcibiade par un coup de bluff[3].
  - Offensive des Carthaginois en Sicile. Ils s'emparent de Sélinonte et d'Himère (fin en 408 av. J.-C.) répondant à l'appel de la cité de Ségeste qui se croyait menacée par Sélinonte[4]. Les troupes du général Magonide Hannibal, recrutées en Espagne et en Libye, prennent rapidement Sélinonte et massacrent la population d’Himère, après le retrait des troupes syracusaines de Dioclès. Hannibal rembarque vers Carthage où il est triomphalement accueilli. Selon Diodore, Hannibal aurait torturé et mis à mort 3 000 prisonniers d'Himère à l'emplacement où son grand-père Hamilcar avait été tué par Gélon (en 480 av. J.-C.)[5].
- Fin de l'été : le stratège syracusain Hermocrate, banni pour ses sympathies avec l’oligarchie, se présente devant Syracuse avec 1000 mercenaires mais ne parvient pas à lever la sentence d’exil qui le frappe. Il recrute alors 1000 exilés d'Himère et part pour la Sicile occidentale, où son armée rassemble 6000 soldats. Il reconstruit les fortifications de Sélinonte et pille les cités puniques de Motyè et de Panormos (Palerme)[6].

- Fin de l'automne : bataille de Byzance. Les Athéniens feignent de lever le siège et la ville est prise après un combat avec la garnison lacédémonienne, grâce à la trahison de quelques habitants[3]. Alcibiade reprend le contrôle des Détroits, ce qui facilite la levée des taxes.
- Hiver 409-408 av. J.-C. : Alcibiade envoie une ambassade athénienne auprès de Darius II à Suse ; elle passe l'hiver à Gordion mais s'en retourne au printemps sans avoir pu rencontrer le Roi des Rois[7].

- Début à Rome du consulat de Lucius Furius Medullinus et Cnaeus Cornelius Cossus[8].
- La questure est ouverte aux plébéiens à Rome[8].

- Pausanias Ier, co-roi de Sparte (fin en 394 av. J.-C.)[9].
- Révolte des Mèdes, rapidement matée par les Achéménides[10].

## Décès
- Pleistoanax, roi de Sparte.